# Сило Астуријски
Сило је био краљ Астурије од 774. до 783. године. Наследио је краља Аурелија, на основу тога што је био ожењен Адосиндом, ћерком Алфонса I. 
Престоницу је преместио из Кангас де Ониса у село Правиа које је било у средишту краљевства, односно одакле је и сам био родом. Правиа је имала бољи стратешки положај јер се налазила у долини реке Налон, а крајње је одредиште древног римског пута Астурица Аугуста . 
Сило је проширио границе свог краљевства до Галиције. Потом је морао да се суочи с галицијским устанком у Лугу. Након његове смрти, Адосиндин нећак Алфонсо именован је наследником, али престо је преузео Маурегато, нелегитимни син Алфонса I.